# Ligne Etsumi-Nan
La ligne Etsumi-Nan (越美南線, Etsumi-Nan-sen) est l'unique ligne ferroviaire de la compagnie Nagaragawa Railway, dans la préfecture de Gifu au Japon. Elle relie la gare de Mino-Ōta à la gare de Hokunō.

## Histoire
La ligne est ouverte en octobre 1923 entre Mino-Ōta et Minoshi. Elle est prolongée par étapes jusqu'à Hokunō en 1934.
En 1986, la ligne est cédée par la Japanese National Railways à la compagnie Nagaragawa Railway, qui commence l'exploitation le 11 décembre de la même année.
Le 12 mars 2022, la gare de Hamonokaikan-mae est renommée Sekiterasu-mae.

## Caractéristiques

### Ligne
- Longueur : 72,1 km
- Ecartement : 1 067 mm
- Nombre de voies : Voie unique

### Liste des gares
| Gare                  | Nom japonais   | Distance (km) | Correspondances              | Localisation |
| --------------------- | -------------- | ------------- | ---------------------------- | ------------ |
| Mino-Ōta              | 美濃太田       | 0             | JR Central : Taita, Takayama | Minokamo     |
| Maehira-Kōen          | 前平公園       | 1,7           |                              | Minokamo     |
| Kamono                | 加茂野         | 3,7           |                              | Minokamo     |
| Tomika                | 富加           | 5,9           |                              | Tomika       |
| Seki-Tomioka          | 関富岡         | 8,2           |                              | Seki         |
| Seki-guchi            | 関口           | 9,7           |                              | Seki         |
| Sekiterasu-mae        | せきてらす前   | 11,2          |                              | Seki         |
| Seki                  | 関             | 12,0          |                              | Seki         |
| Seki-Shiyakusho-mae   | 関市役所前     | 13,0          |                              | Seki         |
| Seki-Shimouchi        | 関下有知       | 14,6          |                              | Seki         |
| Matsumori             | 松森           | 16,1          |                              | Mino         |
| Minoshi               | 美濃市         | 17,7          |                              | Mino         |
| Umeyama               | 梅山           | 18,8          |                              | Mino         |
| Yunohora-Onsen-guchi  | 湯の洞温泉口   | 22,3          |                              | Mino         |
| Suhara                | 洲原           | 24,7          |                              | Mino         |
| Hanno                 | 母野           | 26,1          |                              | Gujō         |
| Konno                 | 木尾           | 27,3          |                              | Gujō         |
| Yasaka                | 八坂           | 29,4          |                              | Gujō         |
| Minami-Kodakara-Onsen | みなみ子宝温泉 | 30,6          |                              | Gujō         |
| Ōya                   | 大矢           | 31,8          |                              | Gujō         |
| Fukuno (ja)           | 福野           | 32,9          |                              | Gujō         |
| Minami-Kariyasu       | 美並苅安       | 34,8          |                              | Gujō         |
| Akaike                | 赤池           | 36,3          |                              | Gujō         |
| Fukado                | 深戸           | 38,5          |                              | Gujō         |
| Aioi                  | 相生           | 43,0          |                              | Gujō         |
| Gujō-Hachiman         | 郡上八幡       | 46,9          |                              | Gujō         |
| Shizen'en-mae         | 自然園前       | 50,9          |                              | Gujō         |
| Yamada                | 山田           | 54,0          |                              | Gujō         |
| Tokunaga              | 徳永           | 55,9          |                              | Gujō         |
| Gujō-Yamato (ja)      | 郡上大和       | 57,3          |                              | Gujō         |
| Mamba                 | 万場           | 59,7          |                              | Gujō         |
| Kami-Mamba            | 上万場         | 61,1          |                              | Gujō         |
| Ōnaka                 | 大中           | 62,4          |                              | Gujō         |
| Ōshima                | 大島           | 64,3          |                              | Gujō         |
| Mino-Shirotori        | 美濃白鳥       | 66,1          |                              | Gujō         |
| Shirotori-Kōgen       | 白鳥高原       | 69,6          |                              | Gujō         |
| Hakusan-Nagataki      | 白山長滝       | 70,9          |                              | Gujō         |
| Hokunō                | 北濃           | 72,1          |                              | Gujō         |